# جایزه گلدن گلوب بهترین بازیگر مرد – فیلم موزیکال یا کمدی
جایزه گلدن گلوب بهترین بازیگر مرد در فیلم – موزیکال یا کمدی یکی از جوایز گلدن گلوب است که هر ساله توسط انجمن مطبوعات خارجی هالیوود ارائه می‌شود. پیش از این تنها یک جایزه برای بهترین بازیگر نقش اول مرد داده می‌شد اما در سال ۱۹۵۱ جایزه بهترین بازیگر مرد – فیلم درام به وجود آمد.

## برندگان و نامزدها
Legend:
  نمایشگر برنده
- "†" indicates an جایزه اسکار-winning performance.
- "‡" indicates an Academy Award-nominated performance that same year
- "$" indicates an Academy Award-nominated actor for a different role that year

### دهه ۱۹۵۰
| سال                       | هنرپیشه       | شخصیت                     | فیلم                            |
| ------------------------- | ------------- | ------------------------- | ------------------------------- |
| هشتمین مراسم گلدن گلوب    | فرد آستر      | Bert Kalmar               | Three Little Words              |
| نهمین مراسم گلدن گلوب     | دنی کی        | Jack Martin/Henri Duran   | On the Riviera                  |
| نهمین مراسم گلدن گلوب     | جین کلی       | Jerry Mulligan            | یک آمریکایی در پاریس            |
| دهمین مراسم گلدن گلوب     | دانالد اوکانر | Cosmo Brown               | آواز در باران                   |
| یازدهمین مراسم گلدن گلوب  | دیوید نیون    | David Slater              | ماه آبی است                     |
| دوازدهمین مراسم گلدن گلوب | جیمز میسون ‡  | Norman Maine              | ستاره‌ای متولد شده‌است            |
| سیزدهمین مراسم گلدن گلوب  | تام ایول      | Richard Sherman           | خارش هفت‌ساله                    |
| چهاردهمین مراسم گلدن گلوب | کنتینفلس      | Passepartout              | دور دنیا در هشتاد روز           |
| چهاردهمین مراسم گلدن گلوب | مارلون براندو | Sakini                    | چای‌خانه ماه اوت                 |
| چهاردهمین مراسم گلدن گلوب | یول برینر †   | King Mongkut of Siam      | پادشاه و من                     |
| چهاردهمین مراسم گلدن گلوب | گلن فورد      | Captain Fisby             | چای‌خانه ماه اوت                 |
| چهاردهمین مراسم گلدن گلوب | دنی کی        | Hubert Hawkins            | The Court Jester                |
| پانزدهمین مراسم گلدن گلوب | فرانک سیناترا | Joey Evans                | Pal Joey                        |
| پانزدهمین مراسم گلدن گلوب | موریس شوالیه  | Claude Chavasse           | عشق در بعدازظهر                 |
| پانزدهمین مراسم گلدن گلوب | گلن فورد      | Lt. J. G. Max Siegel      | Don't Go Near the Water         |
| پانزدهمین مراسم گلدن گلوب | دیوید نیون    | Godfrey Smith             | مرد من گادفری                   |
| پانزدهمین مراسم گلدن گلوب | تونی رندل     | Rockwell P. Hunter        | Will Success Spoil Rock Hunter? |
| شانزدهمین مراسم گلدن گلوب | دنی کی        | S. L. Jacobowsky          | من و سرهنگ                      |
| شانزدهمین مراسم گلدن گلوب | موریس شوالیه  | Honoré Lachaille          | ژی‌ژی                            |
| شانزدهمین مراسم گلدن گلوب | کلارک گیبل    | James Gannon              | نورچشمی معلم                    |
| شانزدهمین مراسم گلدن گلوب | کری گرانت     | Philip Adams              | بی‌احتیاط (فیلم ۱۹۵۸)            |
| شانزدهمین مراسم گلدن گلوب | لوئی ژوردان   | Gaston Lachaille          | ژی‌ژی                            |
| هفدهمین مراسم گلدن گلوب   | جک لمون ‡     | Jerry ("Daphne")          | بعضی‌ها داغشو دوست دارن          |
| هفدهمین مراسم گلدن گلوب   | کلارک گیبل    | Russell Ward              | But Not for Me                  |
| هفدهمین مراسم گلدن گلوب   | کری گرانت     | Lt. Cmdr. Matt T. Sherman | Operation Petticoat             |
| هفدهمین مراسم گلدن گلوب   | دین مارتین    | Michael Haney             | Who Was That Lady?              |
| هفدهمین مراسم گلدن گلوب   | سیدنی پوآتیه  | Porgy                     | پورگی و بس                      |

### دهه ۱۹۶۰
| سال                           | هنرپیشه                                                     | شخصیت                                                 | فیلم                                 |
| ----------------------------- | ----------------------------------------------------------- | ----------------------------------------------------- | ------------------------------------ |
| هجدهمین مراسم گلدن گلوب       | جک لمون ‡                                                   | C. C. Baxter                                          | آپارتمان                             |
| هجدهمین مراسم گلدن گلوب       | دیرک بگارد                                                  | Franz Liszt                                           | ترانه بی‌پایان                        |
| هجدهمین مراسم گلدن گلوب       | کنتینفلس                                                    | Pepe                                                  | Pepe                                 |
| هجدهمین مراسم گلدن گلوب       | کری گرانت                                                   | Victor, Earl of Rhyall                                | چمن همسایه سبزتر است                 |
| هجدهمین مراسم گلدن گلوب       | باب هوپ                                                     | Larry Gilbert                                         | The Facts of Life                    |
| نوزدهمین مراسم گلدن گلوب      | گلن فورد                                                    | Dave, the Dude                                        | یه عالمه معجزه                       |
| نوزدهمین مراسم گلدن گلوب      | فرد آستر                                                    | Pogo Poole                                            | The Pleasure of His Company          |
| نوزدهمین مراسم گلدن گلوب      | ریچارد بیمر                                                 | Tony                                                  | داستان وست ساید                      |
| نوزدهمین مراسم گلدن گلوب      | باب هوپ                                                     | Adam Niles                                            | Bachelor in Paradise                 |
| نوزدهمین مراسم گلدن گلوب      | فرد مک‌موری                                                  | Ned Brainard                                          | The Absent-Minded Professor          |
| بیستمین مراسم گلدن گلوب       | مارچلو ماسترویانی ‡                                         | Ferdinando Cefalù                                     | طلاق به سبک ایتالیایی                |
| بیستمین مراسم گلدن گلوب       | استیون بوید                                                 | Sam Rawlins                                           | Billy Rose's Jumbo                   |
| بیستمین مراسم گلدن گلوب       | جیمی درنت                                                   | Anthony Wonder / Pop                                  | Billy Rose's Jumbo                   |
| بیستمین مراسم گلدن گلوب       | کری گرانت                                                   | Philip Shayne                                         | لمس سمور                             |
| بیستمین مراسم گلدن گلوب       | چارلتون هستون                                               | Captain Paul MacDougall / Benny the Snatch / Narrator | The Pigeon That Took Rome            |
| بیستمین مراسم گلدن گلوب       | کارل مالدن                                                  | Herbie Sommers                                        | Gypsy                                |
| بیستمین مراسم گلدن گلوب       | رابرت پرستون (هنرپیشه)                                      | Harold Hill                                           | مرد موسیقی                           |
| بیستمین مراسم گلدن گلوب       | جیمز استوارت                                                | Roger Hobbs                                           | Mr. Hobbs Takes a Vacation           |
| بیست و یکمین مراسم گلدن گلوب  | آلبرتو سوردی                                                | Amedeo Ferretti                                       | The Devil                            |
| بیست و یکمین مراسم گلدن گلوب  | آلبرت فینی ‡                                                | Tom Jones                                             | تام جونز                             |
| بیست و یکمین مراسم گلدن گلوب  | جیمز گارنر                                                  | Henry Tyroon                                          | The Wheeler Dealers                  |
| بیست و یکمین مراسم گلدن گلوب  | کری گرانت                                                   | Brian Cruikshank                                      | معما                                 |
| بیست و یکمین مراسم گلدن گلوب  | جک لمون                                                     | Nestor Paptu/Lord X                                   | ایرما خوشگله                         |
| بیست و یکمین مراسم گلدن گلوب  | جک لمون                                                     | Mr. Hogan                                             | زیر درخت یوم یوم                     |
| بیست و یکمین مراسم گلدن گلوب  | فرانک سیناترا                                               | Alan Barker                                           | Come Blow Your Horn                  |
| بیست و یکمین مراسم گلدن گلوب  | جاناتان وینترز                                              | Lennie Pike                                           | دنیای دیوانه، دیوانه، دیوانه، دیوانه |
| بیست و دومین مراسم گلدن گلوب  | رکس هریسون †                                                | Henry Higgins                                         | بانوی زیبای من                       |
| بیست و دومین مراسم گلدن گلوب  | مارچلو ماسترویانی                                           | Domenico Soriano                                      | ازدواج به سبک ایتالیایی              |
| بیست و دومین مراسم گلدن گلوب  | پیتر سلرز $                                                 | بازرس کلوزو                                           | پلنگ صورتی                           |
| بیست و دومین مراسم گلدن گلوب  | پیتر اوستینوف † won Academy Award for Best Supporting Actor | Arthur Simpson                                        | توپ‌قاپی (فیلم)                       |
| بیست و دومین مراسم گلدن گلوب  | دیک ون دایک                                                 | Bert/Mr. Dawes Sr.                                    | مری پاپینز                           |
| بیست و سومین مراسم گلدن گلوب  | لی ماروین †                                                 | Kid Shelleen/Tim Strawn                               | کت بالو                              |
| بیست و سومین مراسم گلدن گلوب  | جک لمون                                                     | Professor Fate/Prince Hapnick                         | مسابقه بزرگ                          |
| بیست و سومین مراسم گلدن گلوب  | جری لوئیس                                                   | Robert Reed                                           | بوئینگ بوئینگ                        |
| بیست و سومین مراسم گلدن گلوب  | جیسون روباردز                                               | Murray Burns                                          | هزاران دلقک                          |
| بیست و سومین مراسم گلدن گلوب  | آلبرتو سوردی                                                | Count Emilio Ponticelli                               | مردان پرابهت در طیاره‌های پرسرعت      |
| بیست‌وچهارمین مراسم گلدن گلوب  | آلن آرکین ‡                                                 | Lt. Rozanov                                           | روس‌ها می‌آیند، روس‌ها می‌آیند           |
| بیست‌وچهارمین مراسم گلدن گلوب  | آلن بیتس                                                    | Jos Jones                                             | جورجی دختر                           |
| بیست‌وچهارمین مراسم گلدن گلوب  | مایکل کین                                                   | Harry Dean                                            | گامبی                                |
| بیست‌وچهارمین مراسم گلدن گلوب  | لایونل جفریس                                                | Stanley Farquhar                                      | The Spy with a Cold Nose             |
| بیست‌وچهارمین مراسم گلدن گلوب  | والتر ماتائو † won Academy Award for Best Supporting Actor  | Willie Gingrich                                       | شیرینی شانس                          |
| بیست و پنجمین مراسم گلدن گلوب | ریچارد هریس                                                 | شاه آرتور                                             | کملوت                                |
| بیست و پنجمین مراسم گلدن گلوب | ریچارد برتون                                                | Petruchio                                             | رام کردن زن سرکش                     |
| بیست و پنجمین مراسم گلدن گلوب | رکس هریسون                                                  | Doctor Dolittle                                       | دکتر دولیتل                          |
| بیست و پنجمین مراسم گلدن گلوب | داستین هافمن ‡                                              | Benjamin Braddock                                     | فارغ‌التحصیل                          |
| بیست و پنجمین مراسم گلدن گلوب | اوگو تونیاتسی                                               | Sergio Masini                                         | بی‌اخلاق (فیلم)                       |
| بیست و ششمین مراسم گلدن گلوب  | ران مودی ‡                                                  | فاگین                                                 | الیور!                               |
| بیست و ششمین مراسم گلدن گلوب  | فرد آستر                                                    | Finian McLonergan                                     | Finian's Rainbow                     |
| بیست و ششمین مراسم گلدن گلوب  | جک لمون                                                     | Felix Ungar                                           | The Odd Couple                       |
| بیست و ششمین مراسم گلدن گلوب  | والتر ماتائو                                                | Oscar Madison                                         | The Odd Couple                       |
| بیست و ششمین مراسم گلدن گلوب  | زیرو موستل                                                  | Max Bialystock                                        | تهیه‌کنندگان                          |
| بیست و هفتمین مراسم گلدن گلوب | پیتر اوتول ‡                                                | Arthur Chipping                                       | خداحافظ، آقای چپیس                   |
| بیست و هفتمین مراسم گلدن گلوب | داستین هافمن                                                | John                                                  | John and Mary                        |
| بیست و هفتمین مراسم گلدن گلوب | لی ماروین                                                   | Ben Rumson                                            | واگنت را رنگ کن                      |
| بیست و هفتمین مراسم گلدن گلوب | استیو مک‌کوئین                                               | Boon Hogganbeck                                       | The Reivers                          |
| بیست و هفتمین مراسم گلدن گلوب | آنتونی کوئین                                                | Italo Bombolini                                       | راز سانتا ویتوریا                    |

### دهه ۱۹۷۰
| سال                           | هنرپیشه                                                | شخصیت                              | فیلم                           |
| ----------------------------- | ------------------------------------------------------ | ---------------------------------- | ------------------------------ |
| بیست و هشتمین مراسم گلدن گلوب | آلبرت فینی                                             | Ebenezer Scrooge                   | اسکروچ                         |
| بیست و هشتمین مراسم گلدن گلوب | ریچارد بنجامین                                         | Jonathan Balser                    | خاطرات یک زن خانه‌دار دیوانه    |
| بیست و هشتمین مراسم گلدن گلوب | الیوت گولد                                             | Trapper John McIntyre              | مش                             |
| بیست و هشتمین مراسم گلدن گلوب | جک لمون                                                | George Kellerman                   | غریبه‌ها در شهر (فیلم ۱۹۷۰)     |
| بیست و هشتمین مراسم گلدن گلوب | دونالد ساترلند                                         | Hawkeye Pierce                     | مش                             |
| بیست و نهمین مراسم گلدن گلوب  | خیم توپول ‡                                            | Tevye                              | ویولون‌زن روی بام               |
| بیست و نهمین مراسم گلدن گلوب  | باد کرت                                                | Harold Chasen                      | هرولد و موده                   |
| بیست و نهمین مراسم گلدن گلوب  | دین جونز (هنرپیشه)                                     | Professor Dooley                   | The Million Dollar Duck        |
| بیست و نهمین مراسم گلدن گلوب  | والتر ماتائو ‡                                         | Joseph P. Kotcher                  | کچ                             |
| بیست و نهمین مراسم گلدن گلوب  | جین وایلدر                                             | ویلی وانکا                         | ویلی وانکا و کارخانه شکلات‌سازی |
| سی‌امین مراسم گلدن گلوب        | جک لمون                                                | Wendell Armbruster                 | آوانتی!                        |
| سی‌امین مراسم گلدن گلوب        | ادوارد آلبر                                            | Don Baker                          | پروانه‌ها آزادند                |
| سی‌امین مراسم گلدن گلوب        | چارلز گرودین                                           | Lenny Cantrow                      | کودک دل‌شکسته (فیلم ۱۹۷۲)       |
| سی‌امین مراسم گلدن گلوب        | والتر ماتائو                                           | Pete                               | Pete 'n' Tillie                |
| سی‌امین مراسم گلدن گلوب        | پیتر اوتول                                             | Don Quixote de la Mancha/Cervantes | مردی از لا مانتا               |
| سی و یکمین مراسم گلدن گلوب    | جورج سگال                                              | Steve Blackburn                    | لمسی از عزت                    |
| سی و یکمین مراسم گلدن گلوب    | Carl Anderson                                          | یهودا اسخریوطی                     | Jesus Christ Superstar         |
| سی و یکمین مراسم گلدن گلوب    | ریچارد درایفس                                          | Curt Henderson                     | دیوارنویسی آمریکایی            |
| سی و یکمین مراسم گلدن گلوب    | تد نلی                                                 | عیسی                               | Jesus Christ Superstar         |
| سی و یکمین مراسم گلدن گلوب    | رایان اونیل                                            | Moses Pray                         | ماه کاغذی                      |
| سی و دومین مراسم گلدن گلوب    | آرت کارنی †                                            | Harry Coombes                      | هری و تونتو                    |
| سی و دومین مراسم گلدن گلوب    | جیمز ارل جونز                                          | Rupert Marshall                    | کلودین                         |
| سی و دومین مراسم گلدن گلوب    | جک لمون                                                | Hildy Johnson                      | صفحه اول (فیلم ۱۹۷۴)           |
| سی و دومین مراسم گلدن گلوب    | والتر ماتائو                                           | Walter Burns                       | صفحه اول (فیلم ۱۹۷۴)           |
| سی و دومین مراسم گلدن گلوب    | برت رینولدز                                            | Paul "Wrecking" Crewe              | محوطه دراز                     |
| سی و سومین مراسم گلدن گلوب    | جرج برنز † won Academy Award for Best Supporting Actor | Al Lewis                           | پسران آفتاب                    |
| سی و سومین مراسم گلدن گلوب    | والتر ماتائو ‡                                         | Willy Clark                        | پسران آفتاب                    |
| سی و سومین مراسم گلدن گلوب    | وارن بیتی                                              | George Roundy                      | شامپو                          |
| سی و سومین مراسم گلدن گلوب    | جیمز کان                                               | Billy Rose                         | Funny Lady                     |
| سی و سومین مراسم گلدن گلوب    | پیتر سلرز                                              | بازرس کلوزو                        | بازگشت پلنگ صورتی              |
| سی و چهارمین مراسم گلدن گلوب  | کریس کریستوفرسون                                       | John Howard                        | ستاره‌ای متولد شده‌است           |
| سی و چهارمین مراسم گلدن گلوب  | مل بروکس                                               | Mel Funn                           | فیلم صامت (فیلم)               |
| سی و چهارمین مراسم گلدن گلوب  | پیتر سلرز                                              | بازرس کلوزو                        | پلنگ صورتی دوباره ضربه می‌زند   |
| سی و چهارمین مراسم گلدن گلوب  | جک وستون                                               | Gaetano Proclo                     | ریتز (فیلم)                    |
| سی و چهارمین مراسم گلدن گلوب  | جین وایلدر                                             | George Caldwell                    | Silver Streak                  |
| سی و پنجمین مراسم گلدن گلوب   | ریچارد درایفس †                                        | Elliott Garfield                   | دختر خداحافظی                  |
| سی و پنجمین مراسم گلدن گلوب   | وودی آلن ‡                                             | Alvy Singer                        | آنی هال                        |
| سی و پنجمین مراسم گلدن گلوب   | مل بروکس                                               | Dr. Richard H. Thorndyke           | High Anxiety                   |
| سی و پنجمین مراسم گلدن گلوب   | رابرت دنیرو                                            | Jimmy Doyle                        | نیویورک، نیویورک               |
| سی و پنجمین مراسم گلدن گلوب   | جان تراولتا ‡                                          | Tony Manero                        | تب شب یک شنبه                  |
| سی و ششمین مراسم گلدن گلوب    | وارن بیتی ‡                                            | Joe Pendleton                      | بهشت می‌تواند صبر کند           |
| سی و ششمین مراسم گلدن گلوب    | آلن آلدا                                               | George                             | سال بعد، همین موقع             |
| سی و ششمین مراسم گلدن گلوب    | گری بیوسی ‡                                            | بادی هالی                          | داستان بادی هولی               |
| سی و ششمین مراسم گلدن گلوب    | چوی چیس                                                | Detective Tony Carlson             | Foul Play                      |
| سی و ششمین مراسم گلدن گلوب    | جرج سی. اسکات                                          | Gloves Malloy/Spats Baxter         | فیلم فیلم                      |
| سی و ششمین مراسم گلدن گلوب    | جان تراولتا                                            | Danny Zuko                         | گریس                           |
| سی و هفتمین مراسم گلدن گلوب   | پیتر سلرز ‡                                            | Chance                             | حضور                           |
| سی و هفتمین مراسم گلدن گلوب   | جرج همیلتون (هنرپیشه)                                  | کنت دراکولا                        | Love at First Bite             |
| سی و هفتمین مراسم گلدن گلوب   | دادلی مور                                              | George Webber                      | ۱۰                             |
| سی و هفتمین مراسم گلدن گلوب   | برت رینولدز                                            | Phil Potter                        | شروع دوباره                    |
| سی و هفتمین مراسم گلدن گلوب   | روی شایدر ‡                                            | Joe Gideon                         | اینطور چیزها                   |

### دهه ۱۹۸۰
| سال                           | هنرپیشه                                                                    | شخصیت                                              | فیلم                               |
| ----------------------------- | -------------------------------------------------------------------------- | -------------------------------------------------- | ---------------------------------- |
| سی و هشتمین مراسم گلدن گلوب   | ری شارکی                                                                   | Vinnie Vacarri                                     | The Idolmaker                      |
| سی و هشتمین مراسم گلدن گلوب   | نیل دایمند                                                                 | Yussel Rabinovitch                                 | خواننده جاز                        |
| سی و هشتمین مراسم گلدن گلوب   | تامی لی جونز                                                               | Doolittle Mooney Lynn                              | دختر معدنچی زغال سنگ               |
| سی و هشتمین مراسم گلدن گلوب   | پال لو مات                                                                 | Melvin Dummar                                      | ملوین و هاوارد                     |
| سی و هشتمین مراسم گلدن گلوب   | والتر ماتائو                                                               | Miles Kendig                                       | Hopscotch                          |
| سی و نهمین مراسم گلدن گلوب    | دادلی مور ‡                                                                | Arthur Bach                                        | آرتور                              |
| سی و نهمین مراسم گلدن گلوب    | آلن آلدا                                                                   | Jack Burroughs                                     | چهار فصل (فیلم ۱۹۸۱)               |
| سی و نهمین مراسم گلدن گلوب    | جرج همیلتون (هنرپیشه)                                                      | Don Diego Vega / Zorro / Wigglesworth / Ramon Vega | Zorro, the Gay Blade               |
| سی و نهمین مراسم گلدن گلوب    | استیو مارتین                                                               | Arthur Parker                                      | Pennies from Heaven                |
| سی و نهمین مراسم گلدن گلوب    | والتر ماتائو                                                               | Dan Snow                                           | First Monday in October            |
| چهلمین مراسم گلدن گلوب        | داستین هافمن ‡                                                             | Michael Dorsey ("Dorothy Michaels")                | توتسی                              |
| چهلمین مراسم گلدن گلوب        | پیتر اوتول ‡                                                               | Alan Swann                                         | سال محبوب من                       |
| چهلمین مراسم گلدن گلوب        | آل پاچینو                                                                  | Ivan Travalian                                     | نویسنده! نویسنده!                  |
| چهلمین مراسم گلدن گلوب        | رابرت پرستون (هنرپیشه) ‡ nominated Academy Award for Best Supporting Actor | Caroll 'Toddy' Todd                                | ویکتور ویکتوریا                    |
| چهلمین مراسم گلدن گلوب        | هنری وینکلر                                                                | Chuck                                              | شیفت شب                            |
| چهل و یکمین مراسم گلدن گلوب   | مایکل کین ‡                                                                | Frank Bryant                                       | ریتای محصل                         |
| چهل و یکمین مراسم گلدن گلوب   | وودی آلن                                                                   | Leonard Zelig                                      | زلیگ                               |
| چهل و یکمین مراسم گلدن گلوب   | تام کروز                                                                   | Joel Goodson                                       | تجارت پرمخاطره                     |
| چهل و یکمین مراسم گلدن گلوب   | ادی مورفی                                                                  | Billy Ray "William" Valentine                      | اماکن تجاری (فیلم)                 |
| چهل و یکمین مراسم گلدن گلوب   | مندی پتینکین                                                               | Avigdor                                            | ینتل                               |
| چهل و دومین مراسم گلدن گلوب   | دادلی مور                                                                  | Rob Salinger                                       | Micki + Maude                      |
| چهل و دومین مراسم گلدن گلوب   | استیو مارتین                                                               | Roger Cobb                                         | همه من (فیلم ۱۹۸۴)                 |
| چهل و دومین مراسم گلدن گلوب   | ادی مورفی                                                                  | Axel Foley                                         | پلیس بورلی هیلز                    |
| چهل و دومین مراسم گلدن گلوب   | بیل مری                                                                    | Peter Venkman                                      | شکارچیان روح                       |
| چهل و دومین مراسم گلدن گلوب   | رابین ویلیامز                                                              | Vladimir Ivanoff                                   | مسکو روی هادسن                     |
| چهل و سومین مراسم گلدن گلوب   | جک نیکلسون ‡                                                               | Charley Partanna                                   | شرف خانواده پریتزی                 |
| چهل و سومین مراسم گلدن گلوب   | جف دانیلز                                                                  | Tom Baxter/Gil Sheperd                             | رز ارغوانی قاهره                   |
| چهل و سومین مراسم گلدن گلوب   | گریفین دان                                                                 | Paul Hackett                                       | پس از ساعات اداری                  |
| چهل و سومین مراسم گلدن گلوب   | مایکل جی فاکس                                                              | Marty McFly                                        | بازگشت به آینده                    |
| چهل و سومین مراسم گلدن گلوب   | جیمز گارنر ‡                                                               | Murphy Jones                                       | عشق مورفی                          |
| چهل و چهارمین مراسم گلدن گلوب | پل هوگان                                                                   | Crocodile Dundee                                   | داندی کروکودیل                     |
| چهل و چهارمین مراسم گلدن گلوب | متیو برودریک                                                               | Ferris Bueller                                     | روز تعطیل فریس بولر                |
| چهل و چهارمین مراسم گلدن گلوب | جف دانیلز                                                                  | Charles Driggs                                     | چیزی وحشی (فیلم ۱۹۸۶)              |
| چهل و چهارمین مراسم گلدن گلوب | دنی دویتو                                                                  | Sam Stone                                          | Ruthless People                    |
| چهل و چهارمین مراسم گلدن گلوب | جک لمون                                                                    | Harvey Fairchild                                   | That's Life!                       |
| چهل و پنجمین مراسم گلدن گلوب  | رابین ویلیامز ‡                                                            | Adrian Cronauer                                    | صبح به خیر، ویتنام                 |
| چهل و پنجمین مراسم گلدن گلوب  | نیکلاس کیج                                                                 | Ronny Cammareri                                    | ماه‌زده                             |
| چهل و پنجمین مراسم گلدن گلوب  | دنی دویتو                                                                  | Owen Lift                                          | مامانو از قطار بنداز پایین         |
| چهل و پنجمین مراسم گلدن گلوب  | ویلیام هرت ‡                                                               | Tom Grunick                                        | اخبار تلویزیون                     |
| چهل و پنجمین مراسم گلدن گلوب  | استیو مارتین                                                               | C. D. Bales                                        | رکسان (فیلم)                       |
| چهل و پنجمین مراسم گلدن گلوب  | پاتریک سوویزی                                                              | Johnny Castle                                      | رقص کثیف                           |
| چهل و ششمین مراسم گلدن گلوب   | تام هنکس ‡                                                                 | Josh Baskin                                        | بزرگ                               |
| چهل و ششمین مراسم گلدن گلوب   | مایکل کین                                                                  | Lawrence Jamieson                                  | Dirty Rotten Scoundrels            |
| چهل و ششمین مراسم گلدن گلوب   | جان کلیز                                                                   | Archie Leach                                       | ماهی به نام وندا                   |
| چهل و ششمین مراسم گلدن گلوب   | رابرت دنیرو                                                                | Jack Walsh                                         | گریز نیمه‌شب                        |
| چهل و ششمین مراسم گلدن گلوب   | باب هاسکینز                                                                | Eddie Valliant                                     | چه کسی برای راجر رابیت پاپوش دوخت؟ |
| چهل و هفتمین مراسم گلدن گلوب  | مورگان فریمن ‡                                                             | Hoke Colburn                                       | رانندگی برای خانم دیزی             |
| چهل و هفتمین مراسم گلدن گلوب  | بیلی کریستال                                                               | Harry Burns                                        | وقتی هری سالی را دید...            |
| چهل و هفتمین مراسم گلدن گلوب  | مایکل داگلاس                                                               | Oliver Rose                                        | جنگ رزها                           |
| چهل و هفتمین مراسم گلدن گلوب  | استیو مارتین                                                               | Gil Buckman                                        | پدر و مادری                        |
| چهل و هفتمین مراسم گلدن گلوب  | جک نیکلسون                                                                 | جوکر (بت‌من)                                        | بتمن                               |

### دهه ۱۹۹۰
| سال                             | هنرپیشه           | شخصیت                                                                                 | فیلم                                         |
| ------------------------------- | ----------------- | ------------------------------------------------------------------------------------- | -------------------------------------------- |
| چهل و هشتمین مراسم گلدن گلوب    | ژرار دوپاردیو     | Georges                                                                               | کارت سبز                                     |
| چهل و هشتمین مراسم گلدن گلوب    | مکالی کالکین      | Kevin McCallister                                                                     | تنها در خانه                                 |
| چهل و هشتمین مراسم گلدن گلوب    | جانی دپ           | Edward Scissorhands                                                                   | ادوارد دست‌قیچی                               |
| چهل و هشتمین مراسم گلدن گلوب    | ریچارد گی‌یر       | Edward Lewis                                                                          | زن زیبا                                      |
| چهل و هشتمین مراسم گلدن گلوب    | پاتریک سوویزی     | Sam Wheat                                                                             | روح                                          |
| چهل و نهمین مراسم گلدن گلوب     | رابین ویلیامز ‡   | Henry "Parry" Sagan                                                                   | فیشر کینگ                                    |
| چهل و نهمین مراسم گلدن گلوب     | جف بریجز          | Jack Lucas                                                                            | فیشر کینگ                                    |
| چهل و نهمین مراسم گلدن گلوب     | بیلی کریستال      | Mitch Robbins                                                                         | حقه‌بازان شهر                                 |
| چهل و نهمین مراسم گلدن گلوب     | داستین هافمن      | Captain Hook                                                                          | هوک                                          |
| چهل و نهمین مراسم گلدن گلوب     | کوین کلاین        | Jeffrey Anderson/Rod Randall                                                          | ظرف صابون (فیلم)                             |
| پنجاهمین مراسم گلدن گلوب        | تیم رابینز        | Griffin Mill                                                                          | بازیگر                                       |
| پنجاهمین مراسم گلدن گلوب        | نیکلاس کیج        | Jack Singer                                                                           | ماه عسل در وگاس                              |
| پنجاهمین مراسم گلدن گلوب        | بیلی کریستال      | Buddy Young, Jr.                                                                      | آقای شنبه شب                                 |
| پنجاهمین مراسم گلدن گلوب        | مارچلو ماسترویانی | Joe Meledandri                                                                        | Used People                                  |
| پنجاهمین مراسم گلدن گلوب        | تیم رابینز        | Bob Roberts                                                                           | باب رابرتز                                   |
| پنجاه و یکمین مراسم گلدن گلوب   | رابین ویلیامز     | Daniel Hillard ("Euphegenia Doubtfire")                                               | خانم داوت‌فایر                                |
| پنجاه و یکمین مراسم گلدن گلوب   | جانی دپ           | Sam                                                                                   | بنی و جون                                    |
| پنجاه و یکمین مراسم گلدن گلوب   | تام هنکس          | Sam Baldwin                                                                           | بی‌خواب در سیاتل                              |
| پنجاه و یکمین مراسم گلدن گلوب   | کوین کلاین        | Dave Kovic/Bill Mitchell                                                              | دیو                                          |
| پنجاه و یکمین مراسم گلدن گلوب   | کالم مینی         | Dessie Curley                                                                         | The Snapper                                  |
| پنجاه و دومین مراسم گلدن گلوب   | هیو گرانت         | Charles                                                                               | چهار عروسی و یک تشییع جنازه                  |
| پنجاه و دومین مراسم گلدن گلوب   | جیم کری           | Stanley Ipkiss/The Mask                                                               | ماسک                                         |
| پنجاه و دومین مراسم گلدن گلوب   | جانی دپ           | اد وود                                                                                | اد وود                                       |
| پنجاه و دومین مراسم گلدن گلوب   | آرنولد شوارتزنگر  | Alex Hesse                                                                            | جونیور                                       |
| پنجاه و دومین مراسم گلدن گلوب   | ترنس استامپ       | Ralph/Bernadette Bassenger                                                            | ماجراهای پریسیلا، ملکه صحرا                  |
| پنجاه و سومین مراسم گلدن گلوب   | جان تراولتا       | Chili Palmer                                                                          | Get Shorty                                   |
| پنجاه و سومین مراسم گلدن گلوب   | مایکل داگلاس      | Andrew Shepherd                                                                       | رئیس‌جمهور آمریکا (فیلم)                      |
| پنجاه و سومین مراسم گلدن گلوب   | هریسون فورد       | Linus Larrabee                                                                        | سابرینا                                      |
| پنجاه و سومین مراسم گلدن گلوب   | استیو مارتین      | George Banks                                                                          | پدر عروس ۲                                   |
| پنجاه و سومین مراسم گلدن گلوب   | پاتریک سوویزی     | Vida Boheme                                                                           | به وانگ فو، با تشکر برای همه چیز! جولی نیومر |
| پنجاه و چهارمین مراسم گلدن گلوب | تام کروز ‡        | Jerry Maguire                                                                         | جری مگوایر                                   |
| پنجاه و چهارمین مراسم گلدن گلوب | آنتونیو باندراس   | Ché                                                                                   | اویتا                                        |
| پنجاه و چهارمین مراسم گلدن گلوب | کوین کاستنر       | Roy "Tin Cup" McAvoy                                                                  | جام کوچک                                     |
| پنجاه و چهارمین مراسم گلدن گلوب | ناتان لین         | Albert Goldman                                                                        | قفس پرنده                                    |
| پنجاه و چهارمین مراسم گلدن گلوب | ادی مورفی         | Sherman Klump/Buddy Love/Papa Klump/Mama Klump/Granny Klump/Ernie Klump/Lance Perkins | پروفسور دیوانه                               |
| پنجاه و پنجمین مراسم گلدن گلوب  | جک نیکلسون †      | Melvin Udall                                                                          | بهتر از این نمی‌شه                            |
| پنجاه و پنجمین مراسم گلدن گلوب  | جیم کری           | Fletcher Reed                                                                         | دروغگو دروغگو                                |
| پنجاه و پنجمین مراسم گلدن گلوب  | داستین هافمن ‡    | Stanley Motss                                                                         | سگ را بجنبان                                 |
| پنجاه و پنجمین مراسم گلدن گلوب  | ساموئل ال. جکسون  | Ordell Robbie                                                                         | جکی براون                                    |
| پنجاه و پنجمین مراسم گلدن گلوب  | کوین کلاین        | Howard Brackett                                                                       | درون و بیرون                                 |
| پنجاه و ششمین مراسم گلدن گلوب   | مایکل کین         | Ray Say                                                                               | لیتل ویس                                     |
| پنجاه و ششمین مراسم گلدن گلوب   | آنتونیو باندراس   | Alejandro Murrieta/Zorro                                                              | نقاب زورو                                    |
| پنجاه و ششمین مراسم گلدن گلوب   | وارن بیتی         | Jay Billington Bulworth                                                               | بول‌ورث                                       |
| پنجاه و ششمین مراسم گلدن گلوب   | جان تراولتا       | Jack Stanton                                                                          | رنگ‌های بنیادین                               |
| پنجاه و ششمین مراسم گلدن گلوب   | رابین ویلیامز     | پچ آدامز (فیلم)                                                                       | پچ آدامز                                     |
| پنجاه و هفتمین مراسم گلدن گلوب  | جیم کری           | اندی کافمن                                                                            | مرد روی ماه                                  |
| پنجاه و هفتمین مراسم گلدن گلوب  | رابرت دنیرو       | Paul Vitti                                                                            | تحلیل این                                    |
| پنجاه و هفتمین مراسم گلدن گلوب  | روپرت اورت        | George Downes                                                                         | شوهر ایده‌آل                                  |
| پنجاه و هفتمین مراسم گلدن گلوب  | هیو گرانت         | William Thacker                                                                       | ناتینگ هیل                                   |
| پنجاه و هفتمین مراسم گلدن گلوب  | شان پن ‡          | Emmet Ray                                                                             | شیرین و رذل                                  |

### دهه ۲۰۰۰
| سال                            | هنرپیشه            | شخصیت                      | فیلم                                                                 |
| ------------------------------ | ------------------ | -------------------------- | -------------------------------------------------------------------- |
| پنجاه و هشتمین مراسم گلدن گلوب | جرج کلونی          | Ulysses Everett McGill     | O Brother, Where Art Thou?                                           |
| پنجاه و هشتمین مراسم گلدن گلوب | جیم کری            | The Grinch                 | چگونه گرینچ کریسمس را دزدید                                          |
| پنجاه و هشتمین مراسم گلدن گلوب | جان کیوسک          | Rob Gordon                 | وفاداری بزرگ                                                         |
| پنجاه و هشتمین مراسم گلدن گلوب | رابرت دنیرو        | Jack Byrnes                | ملاقات با والدین                                                     |
| پنجاه و هشتمین مراسم گلدن گلوب | مل گیبسون          | Nick Marshall              | آنچه زنان می‌خواهند                                                   |
| پنجاه و نهمین مراسم گلدن گلوب  | جین هکمن           | Royal Tenenbaum            | خانواده اشرافی تننبام                                                |
| پنجاه و نهمین مراسم گلدن گلوب  | هیو جکمن           | Leopold Hausmann           | کیت و لئوپولد                                                        |
| پنجاه و نهمین مراسم گلدن گلوب  | یوان مک‌گرگور       | Christian Hanson           | مولن روژ!                                                            |
| پنجاه و نهمین مراسم گلدن گلوب  | جان کامرون میچل    | Hedwig Hiller              | Hedwig and the Angry Inch                                            |
| پنجاه و نهمین مراسم گلدن گلوب  | بیلی باب تورنتون   | Terry Lee Collins          | راهزنان                                                              |
| شصتمین مراسم گلدن گلوب         | ریچارد گی‌یر        | Billy Flynn                | شیکاگو                                                               |
| شصتمین مراسم گلدن گلوب         | نیکلاس کیج ‡       | چارلی کافمن/Donald Kaufman | اقتباس                                                               |
| شصتمین مراسم گلدن گلوب         | کیرن کالکین        | Jason "Igby" Slocumb       | ایگبی به پایین می‌رود                                                 |
| شصتمین مراسم گلدن گلوب         | هیو گرانت          | Will Freeman               | درباره یک پسر                                                        |
| شصتمین مراسم گلدن گلوب         | آدام سندلر         | Barry Egan                 | عشق پریشان (فیلم)                                                    |
| شصت و یکمین مراسم گلدن گلوب    | بیل مری ‡          | Bob Harris                 | گمشده در ترجمه                                                       |
| شصت و یکمین مراسم گلدن گلوب    | جک بلک             | Dewey Finn                 | مدرسه راک                                                            |
| شصت و یکمین مراسم گلدن گلوب    | جانی دپ ‡          | جک اسپارو                  | دزدان دریایی کارائیب: نفرین مروارید سیاه                             |
| شصت و یکمین مراسم گلدن گلوب    | جک نیکلسون         | Harry Sanborn              | یکی باید کوتاه بیاید                                                 |
| شصت و یکمین مراسم گلدن گلوب    | بیلی باب تورنتون   | Willie T. Stokes           | سانتای بد                                                            |
| شصت و دومین مراسم گلدن گلوب    | جیمی فاکس †        | ری چارلز                   | ری                                                                   |
| شصت و دومین مراسم گلدن گلوب    | جیم کری            | Joel Barish                | درخشش ابدی یک ذهن پاک                                                |
| شصت و دومین مراسم گلدن گلوب    | پل جیاماتی         | Miles Raymond              | راه‌های فرعی                                                          |
| شصت و دومین مراسم گلدن گلوب    | کوین کلاین         | کول پورتر                  | De-Lovely                                                            |
| شصت و دومین مراسم گلدن گلوب    | کوین اسپیسی        | بابی دارین                 | Beyond the Sea                                                       |
| شصت و سومین مراسم گلدن گلوب    | واکین فینیکس ‡     | جانی کش                    | سربه‌راه باش                                                          |
| شصت و سومین مراسم گلدن گلوب    | پیرس برازنان       | Julian Noble               | گاوباز (فیلم)                                                        |
| شصت و سومین مراسم گلدن گلوب    | جف دانیلز          | Bernard Berkman            | ماهی مرکب و نهنگ                                                     |
| شصت و سومین مراسم گلدن گلوب    | جانی دپ            | ویلی وانکا                 | چارلی و کارخانه شکلات‌سازی                                            |
| شصت و سومین مراسم گلدن گلوب    | ناتان لین          | Max Bialystock             | تهیه‌کنندگان                                                          |
| شصت و سومین مراسم گلدن گلوب    | کیلین مورفی        | Patrick "Kitten" Braden    | صبحانه در پلوتون                                                     |
| شصت و چهارمین مراسم گلدن گلوب  | ساشا بارون کوهن    | بورات ساگدیف               | بورات: یادگیری‌های فرهنگی آمریکا برای انجام منفعت ملت پرشکوه قزاقستان |
| شصت و چهارمین مراسم گلدن گلوب  | جانی دپ            | جک اسپارو                  | دزدان دریایی کارائیب: صندوقچه مرد مرده                               |
| شصت و چهارمین مراسم گلدن گلوب  | آرون اکهارت        | Nick Naylor                | ممنون که سیگار می‌کشید                                                |
| شصت و چهارمین مراسم گلدن گلوب  | چویتل اجیوفور      | Lola Carter                | چکمه‌های غیرعادی                                                      |
| شصت و چهارمین مراسم گلدن گلوب  | ویل فرل            | Harold Crick               | عجیب‌تر از داستان                                                     |
| شصت و پنجمین مراسم گلدن گلوب   | جانی دپ ‡          | Sweeney Todd               | آرایشگر شیطانی خیابان فلیت                                           |
| شصت و پنجمین مراسم گلدن گلوب   | رایان گاسلینگ      | Lars Lindstrom             | لارس و دختر واقعی                                                    |
| شصت و پنجمین مراسم گلدن گلوب   | تام هنکس           | چارلی ویلسون               | جنگ چارلی ویلسون                                                     |
| شصت و پنجمین مراسم گلدن گلوب   | فیلیپ سیمور هافمن  | Jon Savage                 | خانواده سوج                                                          |
| شصت و پنجمین مراسم گلدن گلوب   | جان سی ریلی        | Dewey Cox                  | Walk Hard: The Dewey Cox Story                                       |
| شصت و ششمین مراسم گلدن گلوب    | کالین فارل         | Ray                        | در بروژ                                                              |
| شصت و ششمین مراسم گلدن گلوب    | خاویر باردم        | Juan Antonio               | ویکی کریستینا بارسلونا                                               |
| شصت و ششمین مراسم گلدن گلوب    | جیمز فرانکو        | Saul Silver                | پاین‌اپل اکسپرس                                                       |
| شصت و ششمین مراسم گلدن گلوب    | برندن گلیسون       | Ken Daley                  | در بروژ                                                              |
| شصت و ششمین مراسم گلدن گلوب    | داستین هافمن       | Harvey Shine               | آخرین شانس هاروی                                                     |
| شصت و هفتمین مراسم گلدن گلوب   | رابرت داونی جونیور | شرلوک هولمز                | شرلوک هولمز                                                          |
| شصت و هفتمین مراسم گلدن گلوب   | مت دیمون           | Mark Whitacre              | اطلاع‌رسانی!                                                          |
| شصت و هفتمین مراسم گلدن گلوب   | دانیل دی-لوئیس     | Guido Contini              | ناین                                                                 |
| شصت و هفتمین مراسم گلدن گلوب   | جوزف گوردون لویت   | Tom Hansen                 | ۵۰۰ روز سامر                                                         |
| شصت و هفتمین مراسم گلدن گلوب   | مایکل استلبرگ      | Larry Gopnik               | یک مرد جدی                                                           |

### دهه ۲۰۱۰
| سال  | هنریپشه             | شخصیت                       | فیلم                    |
| ---- | ------------------- | --------------------------- | ----------------------- |
| ۲۰۱۰ | پل جیاماتی          | Barney Panofsky             | نسخه بارنی              |
| ۲۰۱۰ | جانی دپ             | کلاهدوز دیوانه              | آلیس در سرزمین عجایب    |
| ۲۰۱۰ | جانی دپ             | Frank Tupelo                | توریست                  |
| ۲۰۱۰ | جیک جیلنهال         | Jamie Randall               | عشق و داروهای دیگر      |
| ۲۰۱۰ | کوین اسپیسی         | جک ابراموف                  | کازینو جک               |
| ۲۰۱۱ | ژان دوژاردن †       | George Valentin             | آرتیست                  |
| ۲۰۱۱ | برندن گلیسون        | Sgt. Gerry Boyle            | نگهبان                  |
| ۲۰۱۱ | جوزف گوردون لویت    | Adam Lerner                 | ۵۰/۵۰                   |
| ۲۰۱۱ | رایان گاسلینگ       | Jacob Palmer                | دیوانه‌وار، احمقانه، عشق |
| ۲۰۱۱ | اوون ویلسون         | Gil Pender                  | نیمه‌شب در پاریس         |
| ۲۰۱۲ | هیو جکمن ‡          | ژان وال‌ژان                  | بینوایان                |
| ۲۰۱۲ | جک بلک              | Bernie Tiede                | Bernie                  |
| ۲۰۱۲ | بردلی کوپر ‡        | Patrick "Pat" Solatano, Jr. | دفترچه امیدبخش          |
| ۲۰۱۲ | یوان مک‌گرگور        | Dr. Alfred Jones            | صید ماهی آزاد در یمن    |
| ۲۰۱۲ | بیل مری             | فرانکلین دلانو روزولت       | Hyde Park on Hudson     |
| ۲۰۱۳ | لئوناردو دی‌کاپریو ‡ | جردن بلفورت                 | گرگ وال استریت          |
| ۲۰۱۳ | کریستین بیل ‡       | Irving Rosenfeld            | حقه‌بازی آمریکایی        |
| ۲۰۱۳ | بروس درن ‡          | Woody Grant                 | نبراسکا                 |
| ۲۰۱۳ | اسکار آیزاک         | Llewyn Davis                | درون لوین دیویس         |
| ۲۰۱۳ | واکین فینیکس        | Theodore Twombly            | او                      |
| ۲۰۱۴ | مایکل کیتون ‡       | Riggan Thomson              | بردمن                   |
| ۲۰۱۴ | رالف فاینس          | Monsieur Gustave H.         | هتل بزرگ بوداپست        |
| ۲۰۱۴ | بیل مری             | Vincent MacKenna            | وینسنت مقدس             |
| ۲۰۱۴ | واکین فینیکس        | Larry "Doc" Sportello       | خباثت ذاتی              |
| ۲۰۱۴ | کریستوف والتس       | Walter Keane                | چشمان بزرگ              |
| ۲۰۱۵ | مت دیمون            | Mark Watney                 | مریخی                   |
| ۲۰۱۵ | کریستین بیل         | Michael Burry               | بیگ شورت                |
| ۲۰۱۵ | استیو کارل          | Mark Baum                   | بیگ شورت                |
| ۲۰۱۵ | آل پاچینو           | Danny Collins               | دنی کالینز              |
| ۲۰۱۵ | مارک روفالو         | Cameron Stuart              | خرس همیشه قطبی          |
| ۲۰۱۶ | رایان گاسلینگ       | Sebastian Wilder            | لا لا لند               |
| ۲۰۱۶ | کالین فارل          | David Matthews              | خرچنگ                   |
| ۲۰۱۶ | هیو گرانت           | St. Clair Bayfield          | فلورانس فاستر جنکینز    |
| ۲۰۱۶ | جونا هیل            | افرایم دیورولی              | سگ‌های جنگی              |
| ۲۰۱۶ | رایان رینولدز       | ددپول                       | ددپول                   |
| ۲۰۱۷ | جیمز فرانکو         | تامی وایزو                  | هنرمند فاجعه            |
| ۲۰۱۷ | استیو کرل           | بابی ریگگس                  | [نبرد دو جنس            |
| ۲۰۱۷ | انسل الگورت         | Miles "Baby"                | بیبی راننده             |
| ۲۰۱۷ | هیو جکمن            | فینیاس تیلور بارنوم         | بزرگ‌ترین شومن           |
| ۲۰۱۷ | دنیل کالویا         | Chris Washington            | برو بیرون               |
| ۲۰۱۸ | کریستین بیل         | دیک چینی                    | معاون                   |
| ۲۰۱۸ | لین-منوئل میرندا    | Jack                        | بازگشت مری پاپینز       |
| ۲۰۱۸ | ویگو مورتنسن        | تونی لیپ                    | کتاب سبز                |
| ۲۰۱۸ | رابرت ردفورد        | Forrest Tucker              | پیرمرد و تفنگ           |
| ۲۰۱۸ | جان سی ریلی         | اولیور هاردی                | استن و الی              |
| ۲۰۱۹ | تارون اجرتون        | التون جان                   | راکت‌من                  |
| ۲۰۱۹ | دنیل کریگ           | Benoit Blanc                | چاقوکشی                 |
| ۲۰۱۹ | رومن گریفین دیویس   | Jojo Betzler                | خرگوش جوجو              |
| ۲۰۱۹ | لئوناردو دی‌کاپریو   | Rick Dalton                 | روزی روزگاری در هالیوود |
| ۲۰۱۹ | ادی مورفی           | Rudy Ray Moore              | دولمایت اسم من است      |

### دههٔ ۲۰۲۰
| سال         | بازیگر            | شخصیت                          | فیلم                      |
| ----------- | ----------------- | ------------------------------ | ------------------------- |
| ۲۰۲۰        | ساشا بارون کوهن   | بورات ساگدیف                   | بورات ۲                   |
| ۲۰۲۰        | جیمز کوردن        | بری گلیکمن                     | جشن رقص پایان سال         |
| ۲۰۲۰        | لین-منوئل میرندا  | الکساندر همیلتون               | همیلتون                   |
| ۲۰۲۰        | دو پتل            | دیوید کاپرفیلد                 | زندگی شخصی دیوید کاپرفیلد |
| ۲۰۲۰        | اندی سمبرگ        | نایلز                          | پالم اسپرینگز             |
| ۲۰۲۱        | اندرو گارفیلد     | جاناتان لارسون                 | تیک، تیک… بوم!            |
| ۲۰۲۱        | لئوناردو دی‌کاپریو | رندال میندی                    | بالا رو نگاه نکن          |
| ۲۰۲۱        | پیتر دینکلیج      | سوینین دو سیرانو دو برژراک     | سیرانو                    |
| ۲۰۲۱        | کوپر هافمن        | گری ولنتاین                    | لیکریش پیتزا              |
| ۲۰۲۱        | انتونی راموس      | اوسناوی د لا وگا               | در هایتس                  |
| ۲۰۲۲        |                   |                                |                           |
| کالین فارل  | پادریک سولیابهان  | بنشی‌های اینیشرین               |                           |
| دیگو کالوا  | مانی تورس         | بابیلون                        |                           |
| دنیل کریگ   | بنوا بلانک        | گلس آنین: یک چاقوکشی اسرارآمیز |                           |
| آدام درایور | جک گلدنی          | نویز سفید                      |                           |
| ریف فاینز   | جولیان اسلوویک    | صورت‌غذا                        |                           |
| ۲۰۲۳        | پل جیاماتی        | پل هانهام                      | جاماندگان                 |
| ۲۰۲۳        | نیکلاس کیج        | دکتر پل متیوز                  | سناریوی رؤیایی            |
| ۲۰۲۳        | تیموتی شالامی     | ویلی وانکا                     | وانکا                     |
| ۲۰۲۳        | مت دیمون          | سانی واکارو                    | ایر                       |
| ۲۰۲۳        | واکین فینیکس      | بیو واسرمن                     | بیو می‌ترسد                |
| ۲۰۲۳        | جفری رایت         | تلونیوس «مانگ» الیس            | داستان آمریکایی           |